# 투르크멘 말

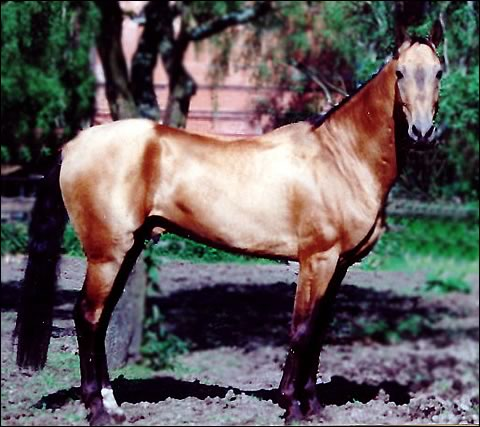
아할테케 말. 이 품종은 본래 투르크만 말의 잔재로 생각된다.

투르크멘 말 (Turkoman horse) 또는 투르크메네는 투르크멘 사막의 대초원에서 나온 동양 말 품종이었다. 가장 가까운 현대의 후손은 아할테케로 생각된다. 이는 서러브레드 말을 포함한 많은 현대 말 품종에 영향을 미쳤다. 오늘날 이란과 투르크메니스탄에서 사육되는 일부 말은 여전히 투르크멘으로 불리며 비슷한 특성을 가지고 있다.
현대의 후손에는 아할테케, 이오무드 (야무드 또는 요무드라고도 한다), 고클란 및 노콜리가 포함된다.

## 참고 도서
- Heritage of Central Asia, from Antiquity to the Turkish Conquest, R. Frye
- Illustrated Book of the Horse, S. Sidney, Wilshire Book Company, 1875
- Authentic Arabian Horse and His Descendants, Lady Wentworth, 1945
- Rewriting the Stud Book, Melanie Cabel-Allerstone, Country Life, January 1993
- Illustrated Book of the Horse, S. Sidney, Wilshire Book Company, 1875
- http://www.lrgaf.org/articles/foundation-turks.htm